# Rothschild-Riesenbaumratte
Die Rothschild-Riesenbaumratte (Mallomys rothschildi) ist ein in Neuguineas Bergland verbreitetes Nagetier in der Unterfamilie der Altweltmäuse. Die taxonomische Abgrenzung zur De-Vis-Riesenbaumratte (Mallomys aroaensis) sollte in weiteren Studien bekräftigt werden. Die Art ist nach Walter Rothschild benannt, der ein Exemplar zur Beschreibung an Oldfield Thomas sandte.

## Merkmale
Mit einer Kopf-Rumpf-Länge von 344 bis 400 mm, einer Schwanzlänge von 343 bis 417 mm und einem Gewicht von 925 g bis 1,5 kg ist die Art ein auffällig großes Nagetier, auch wenn die anderen Vertreter der Gattung Riesenbaumratten größer sind. Es sind 63 bis 67 mm lange Hinterfüße und 27 bis 30 mm lange Ohren vorhanden. Typisch ist ein wolliges Fell mit eingestreuten langen dunklen Deckhaaren. Auf der Oberseite besteht es aus Haaren die durchgehend schwarz oder grau mit hellen Spitzen sein können. Kurz vor dem Hinterteil zieht sich oft ein heller Querband über den Rücken. Unterseits ist hellgraues Fell oder weißes Fell vorhanden, bei dem schwarze Deckhaare im Leistenbereich am häufigsten auftreten. Die Rothschild-Riesenbaumratte hat dunkle Ohren, Vibrissen und Füße. Der mit Schuppen und feinen Haaren bedeckte Schwanz ist geschmeidiger als bei anderen Gattungsmitgliedern und im ersten Drittel schwarz, während die hinteren Drittel weiß sind. Weitere Kennzeichen sind eher oranges Zahnschmelz auf den Schneidezähnen und ein diploider Chromosomensatz mit 48 Chromosomen (2n=48). Von den paarig angeordneten Zitzen liegen zwei auf der Brust und vier im Leistenbereich.

## Verbreitung
Die Art bewohnt die Gebirge im zentralen Bereich und auf der östlichen Halbinsel Neuguineas in Indonesien und Papua-Neuguinea. Sie hält sich zwischen 1200 und 3700 Meter Höhe auf. Als Habitat dienen feuchte Bergwälder.

## Lebensweise
Die nachtaktive Rothschild-Riesenbaumratte ruht am Tage in Epiphyten auf Bäumen, in Baumhöhlen oder in Grotten. Das Versteck wird mit Urin und Kot markiert und bei Epiphyten mit Blättern und Moos bedeckt. Die Exemplare klettern meist auf Bäumen und besuchen gelegentlich den Erdboden. Dieser Pflanzenfresser hat unter anderem junge Triebe von Schraubenbäumen, Bromelien, Farne, Bambusarten der Gattung Nastus sowie Blätter der Gattungen Rungia (Akanthusgewächse) und Oenanthe (Doldenblütler) als Nahrung. Eingefangene Individuen schlugen anfänglich mit den Pfoten aus und bissen. Nach einigen Tagen gaben sie nur noch knarzende Laute von sich, wenn sie sich gestört fühlten. Pro Wurf wird ein Jungtier geboren. Ein älteres Jungtier, dass vermutlich noch Muttermilch erhielt, war im Juli 158 g schwer.

## Gefährdung
Die Rothschild-Riesenbaumratte wird von den Bewohnern Neuguineas gejagt. Da die Populationsgröße unabhängig davon stabil bleibt, wird die Art von der IUCN als nicht gefährdet (least concern) gelistet.